# Universeum

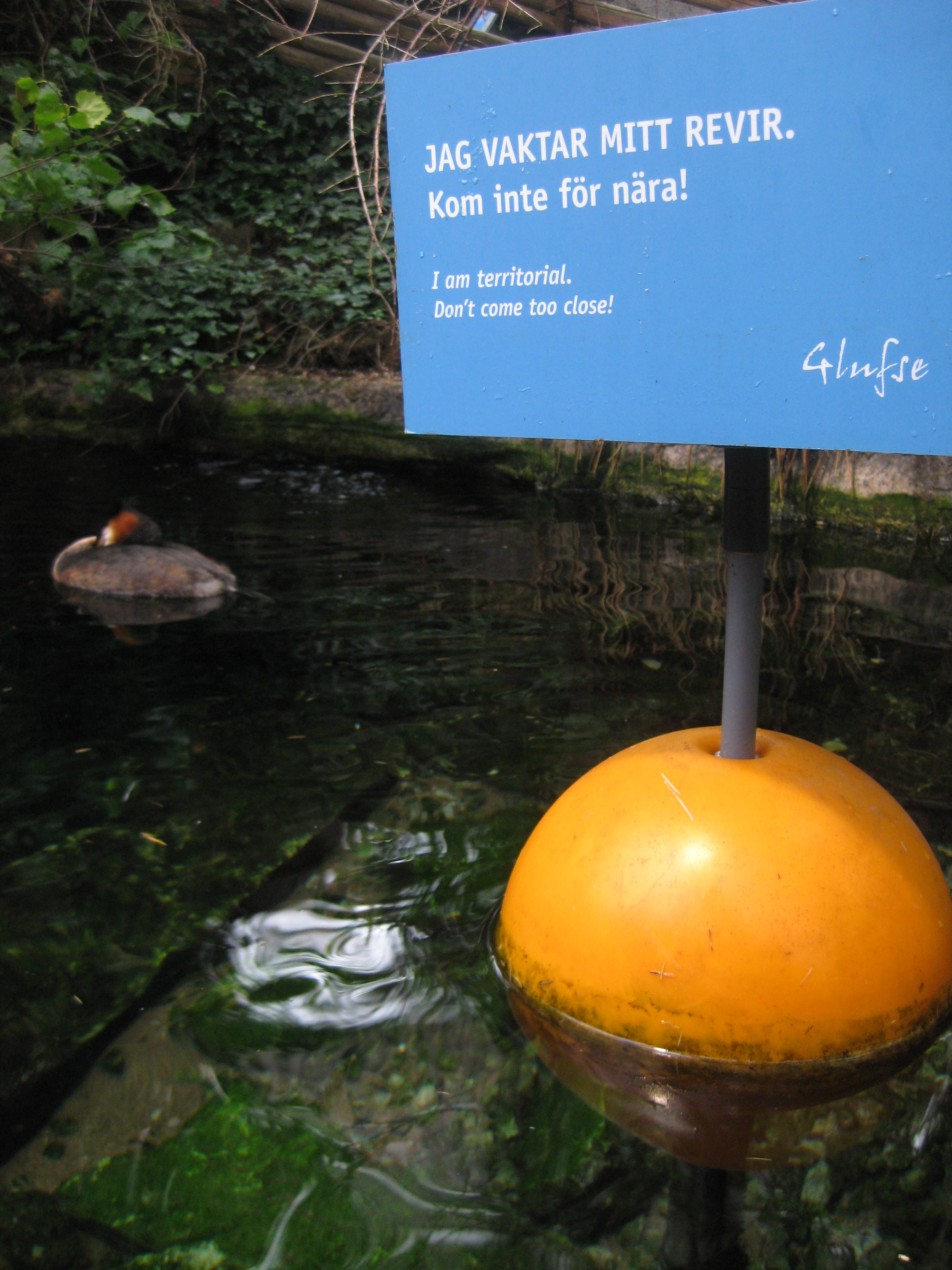
Skäggdoppingen Glufse.

Universeum är ett vetenskapscentrum beläget vid Korsvägen i södra delen av centrala Göteborg och ligger granne med Världskulturmuseet och Liseberg. Centret grundades gemensamt av Göteborgsregionens kommunalförbund, Chalmers tekniska högskola, Göteborgs universitet och Västsvenska handelskammaren.
Universeum som öppnade 8 juni 2001 samarbetar på olika sätt med akademin, näringslivet och samhället och drivs av Universeum AB och Stiftelsen Korsvägen.
Byggnaden ritades av Gert Wingårdh, Wingårdh arkitektkontor.

## Avdelningar[2]
Universeum är uppdelat i olika utställningar.
- "Rymdresan" - Utställning om rymden och rymdresor.
- "Mathrix" - Utställning om matematik.
- "Vislab" - En interaktiv utställning om visualisering och hållbar utveckling.
- "Vildmarken" - Sveriges djur och natur associerat med vatten, från norr till söder.
- "Akvariehallen" - Både svenska och exotiska marina arter, såsom hajar, rockor och korallrevsfiskar.
- "Humans" - En aktiv utställning om kropp och knopp.
- "Regnskogen" - Tropiska djur i deras naturliga miljö.
- "Reptilariet" - En samling giftiga ormar och ödlor.
- "Wisdome" - Visualiseringsdom.

Bland de landdjur som Universeum hyser kan nämnas ett flertal goeldisapor, vitörade silkesapor, tocotukaner, tvåfärgade tamariner, kajmaner, röda ibisar, många tropiska småfåglar, sengångare, sköldpaddor, exemplar av alla Sveriges reptiler och amfibier samt många exotiska ormar och ödlor.

## Bilder

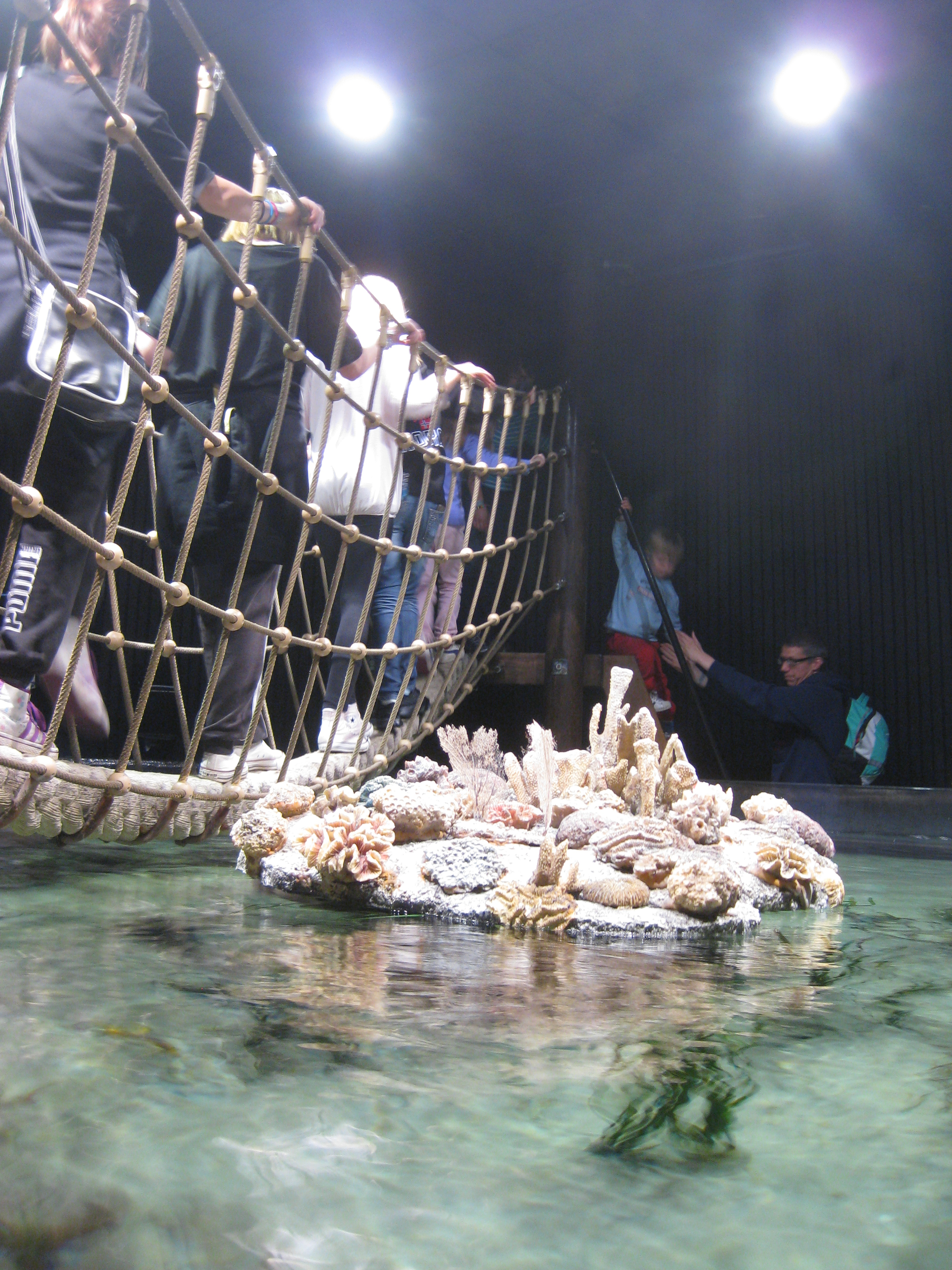
Hängbro över bassäng med havsdjur
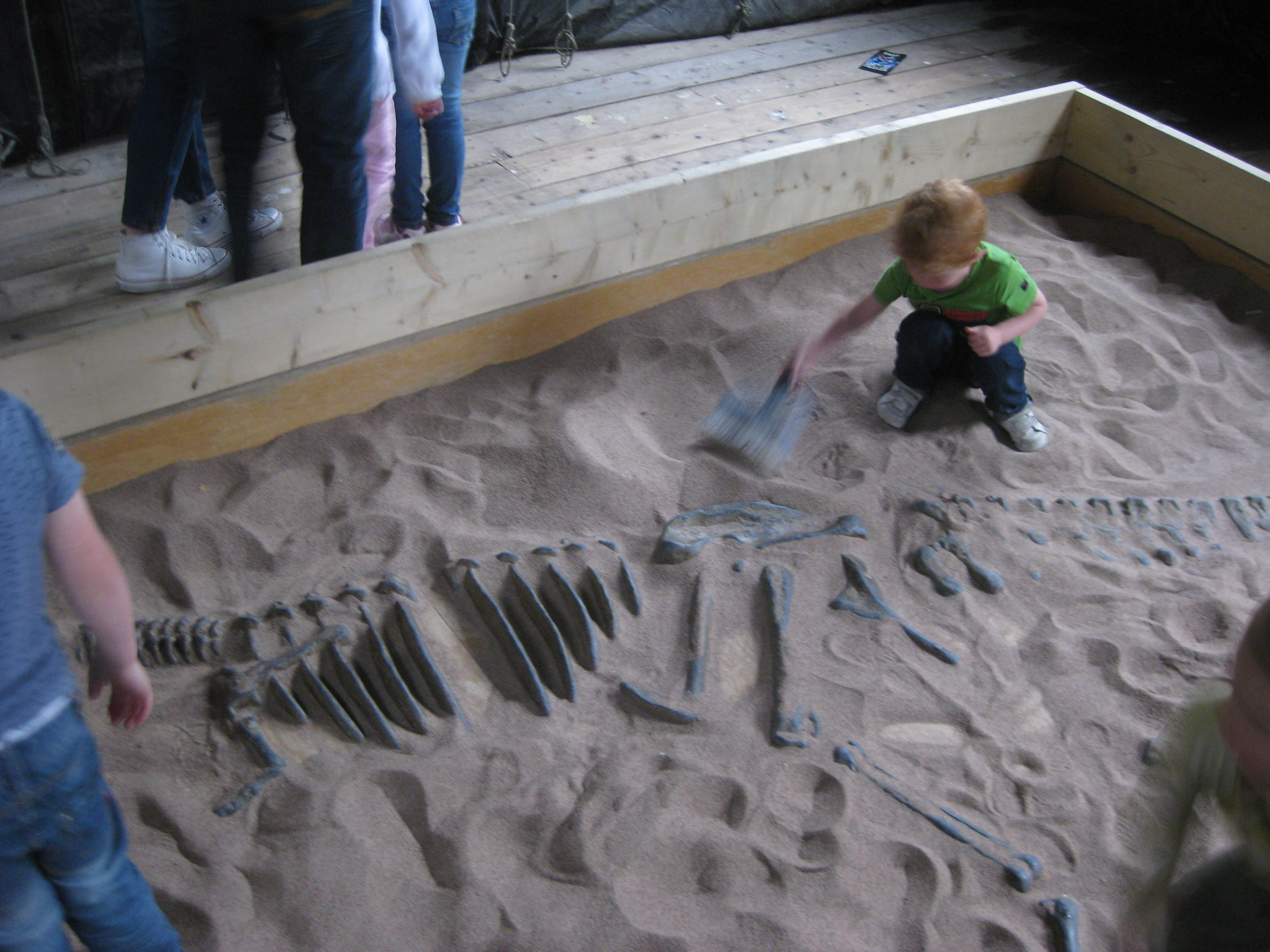
Sandlåda med dinosauriefossil
- Goeldisapa (Callimico goeldii)
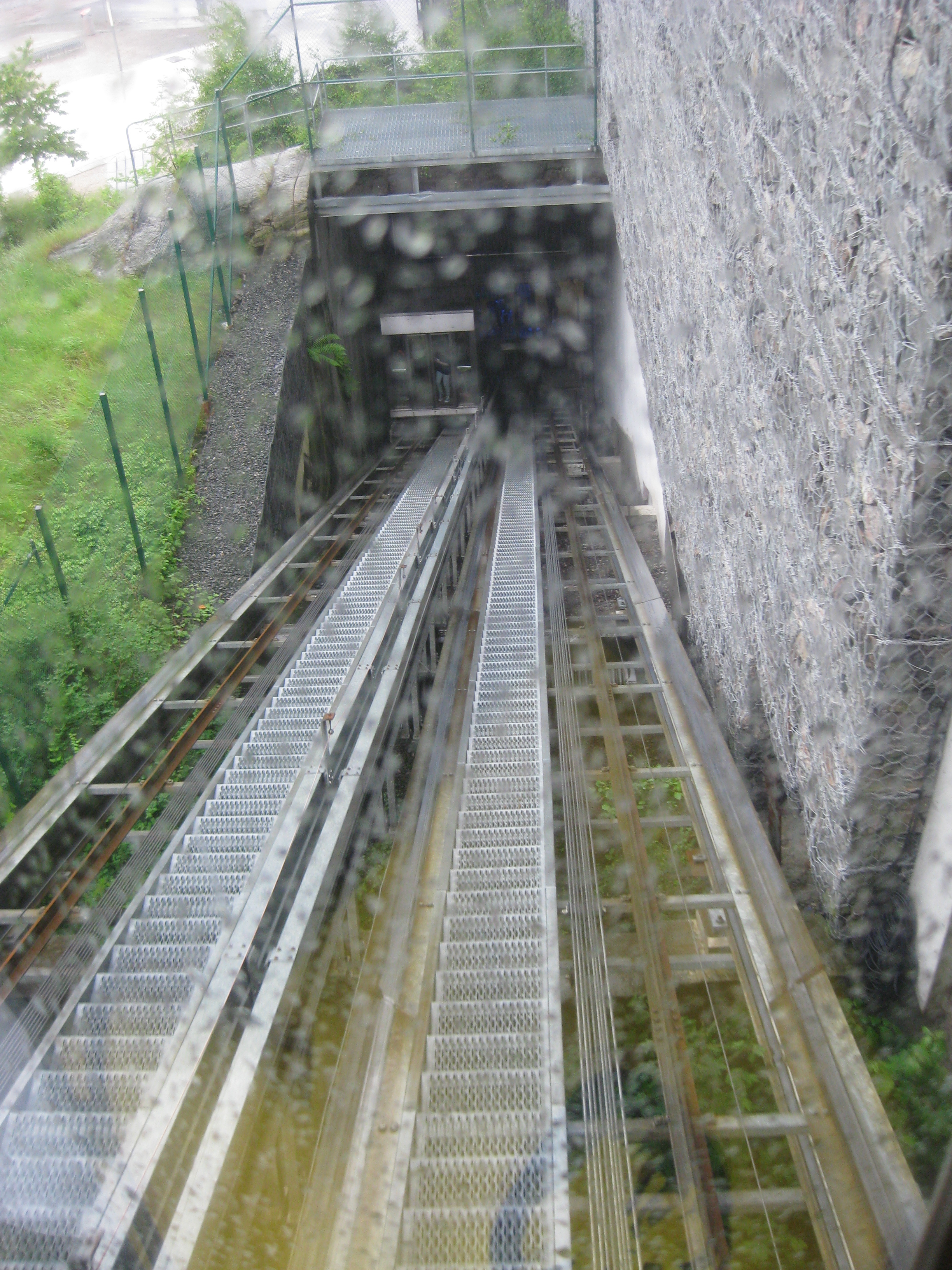
Universeums snedhissar
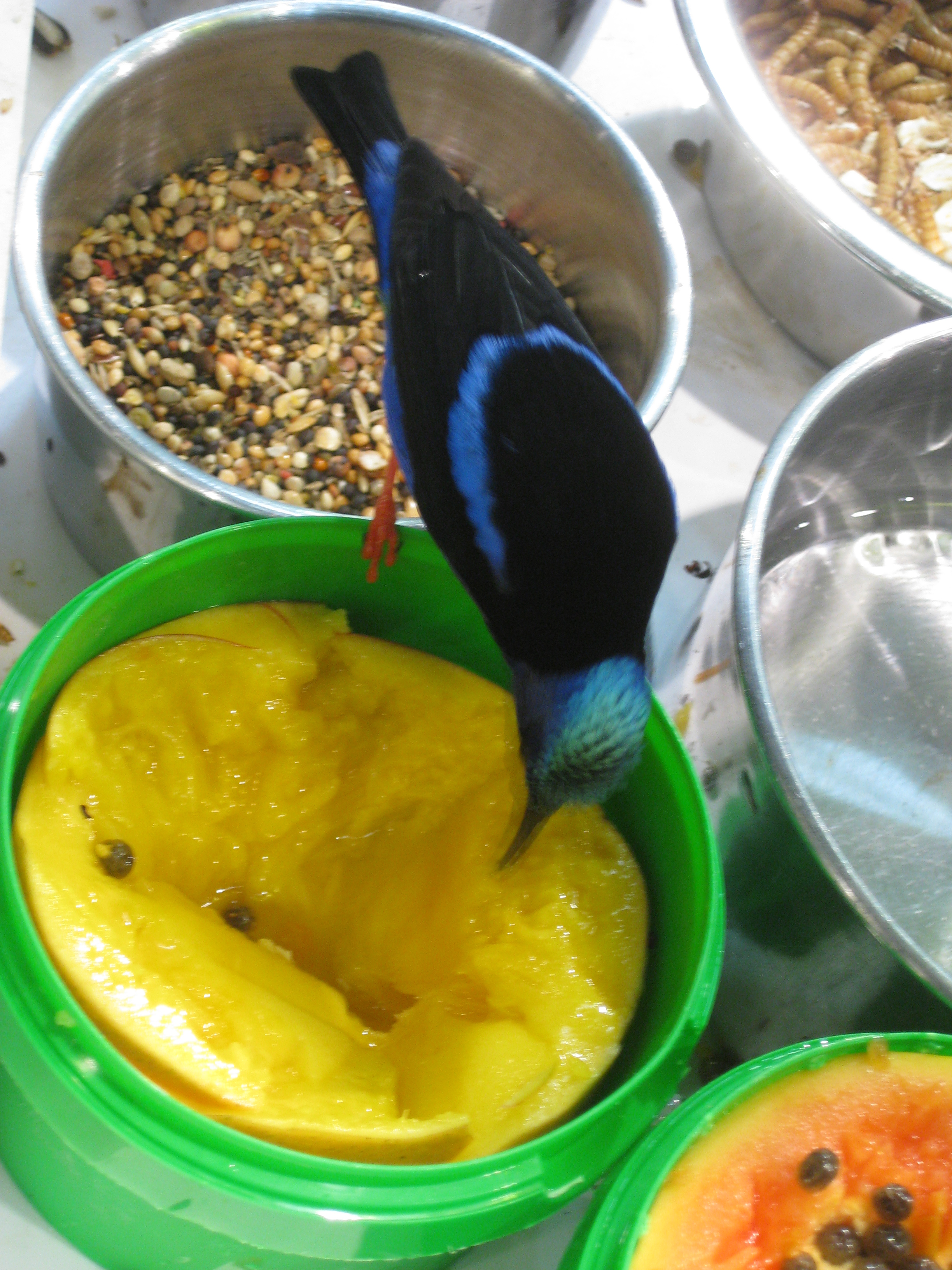
Turkosfågel (Cyanerpes cyaneus)
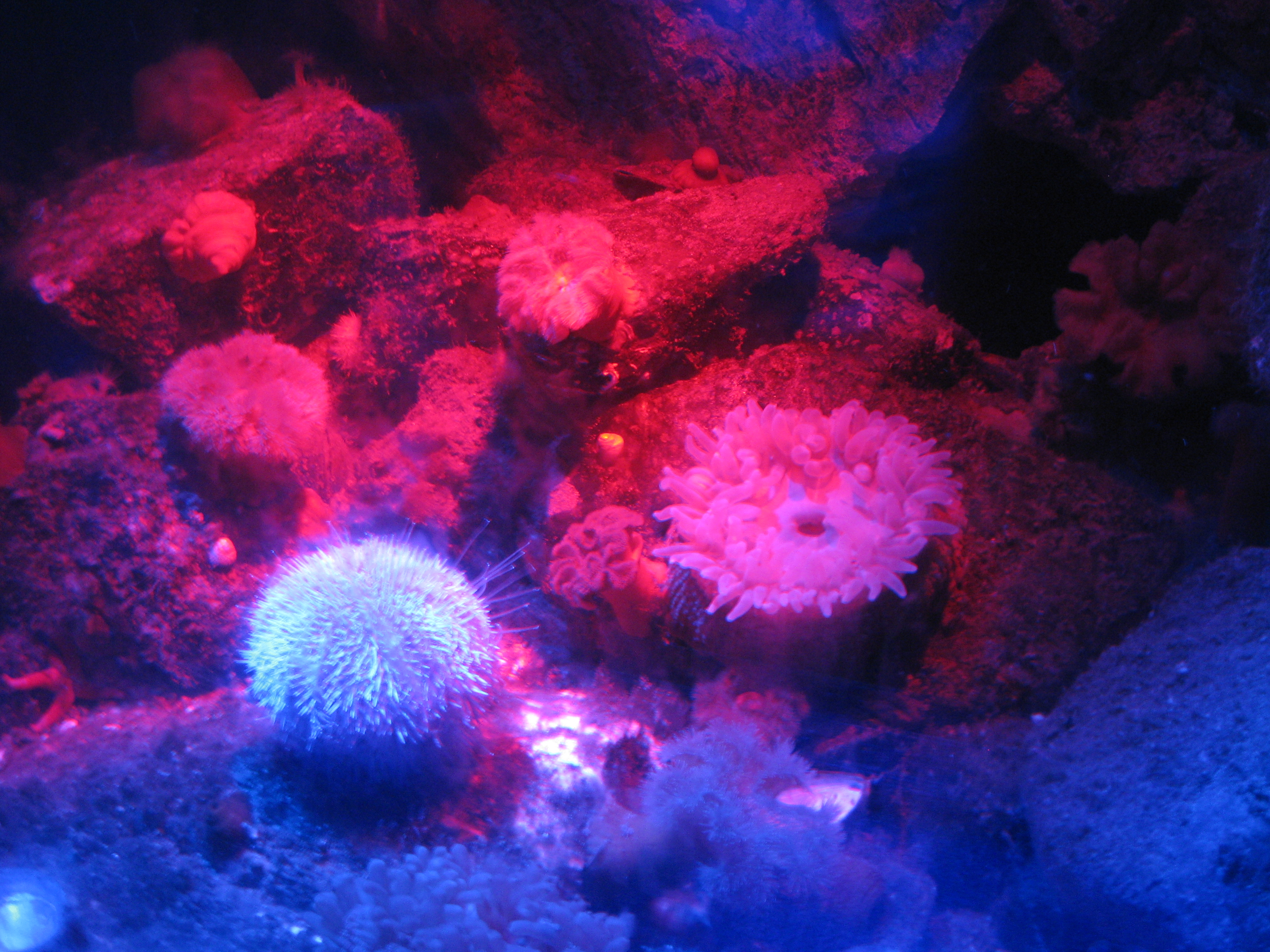
Undervattensdjur
- Australisk vitprickig manet (Phyllorhiza punctata)
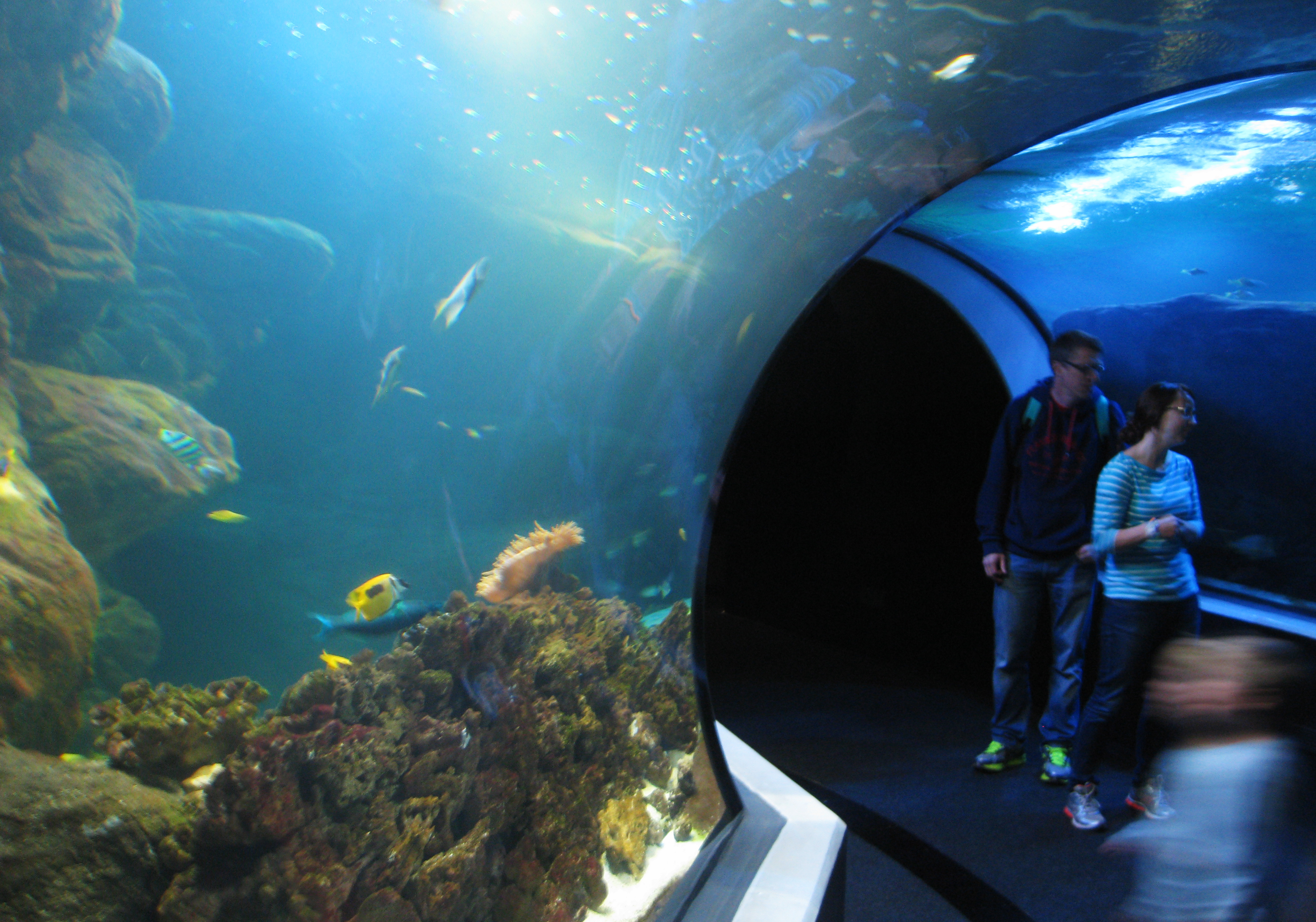
Undervattenstunnel
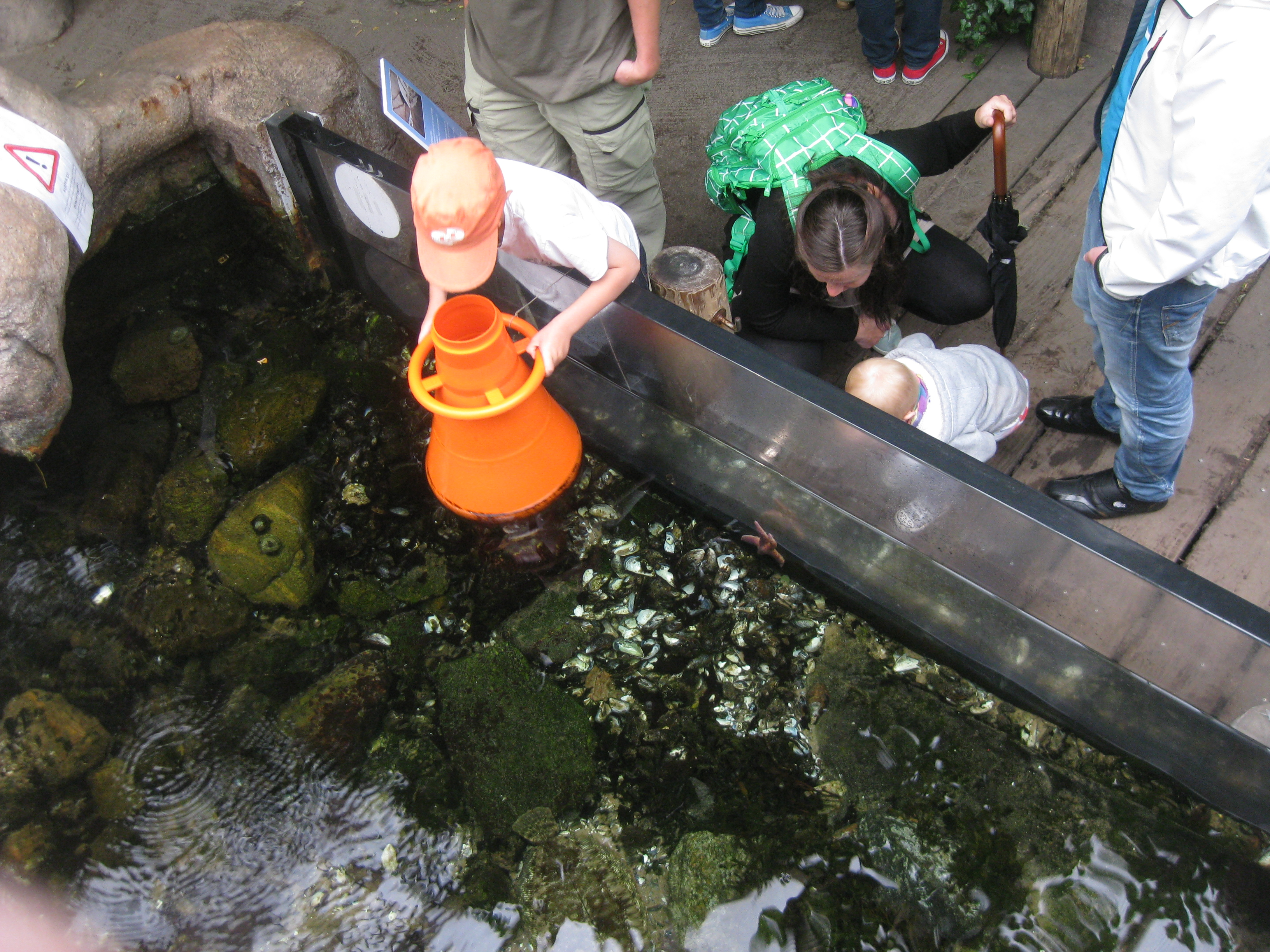
Barn med undervattenskikare
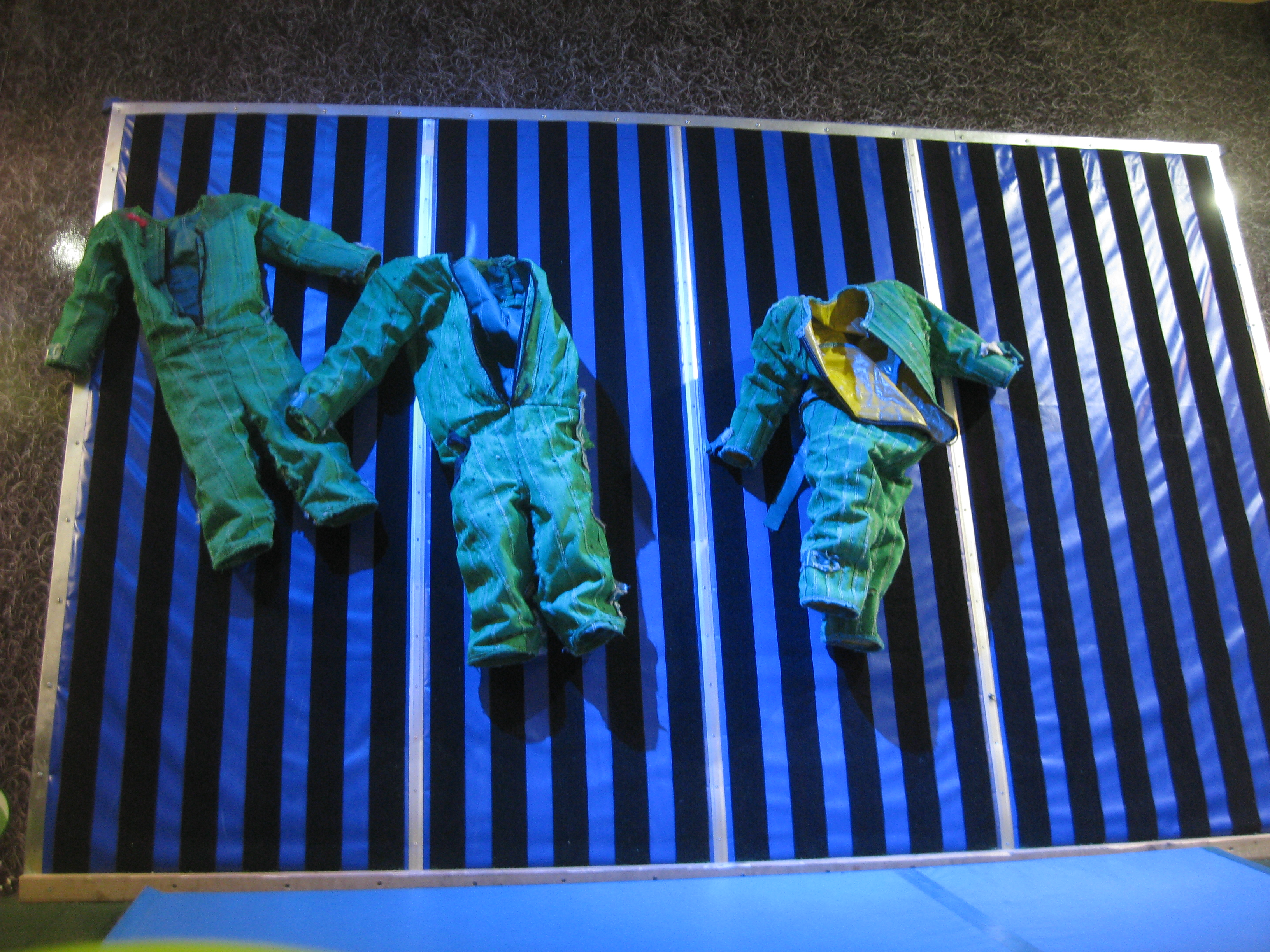
Overaller med kardborreband